# Laboratório de Humanidades Digitais da UFBA

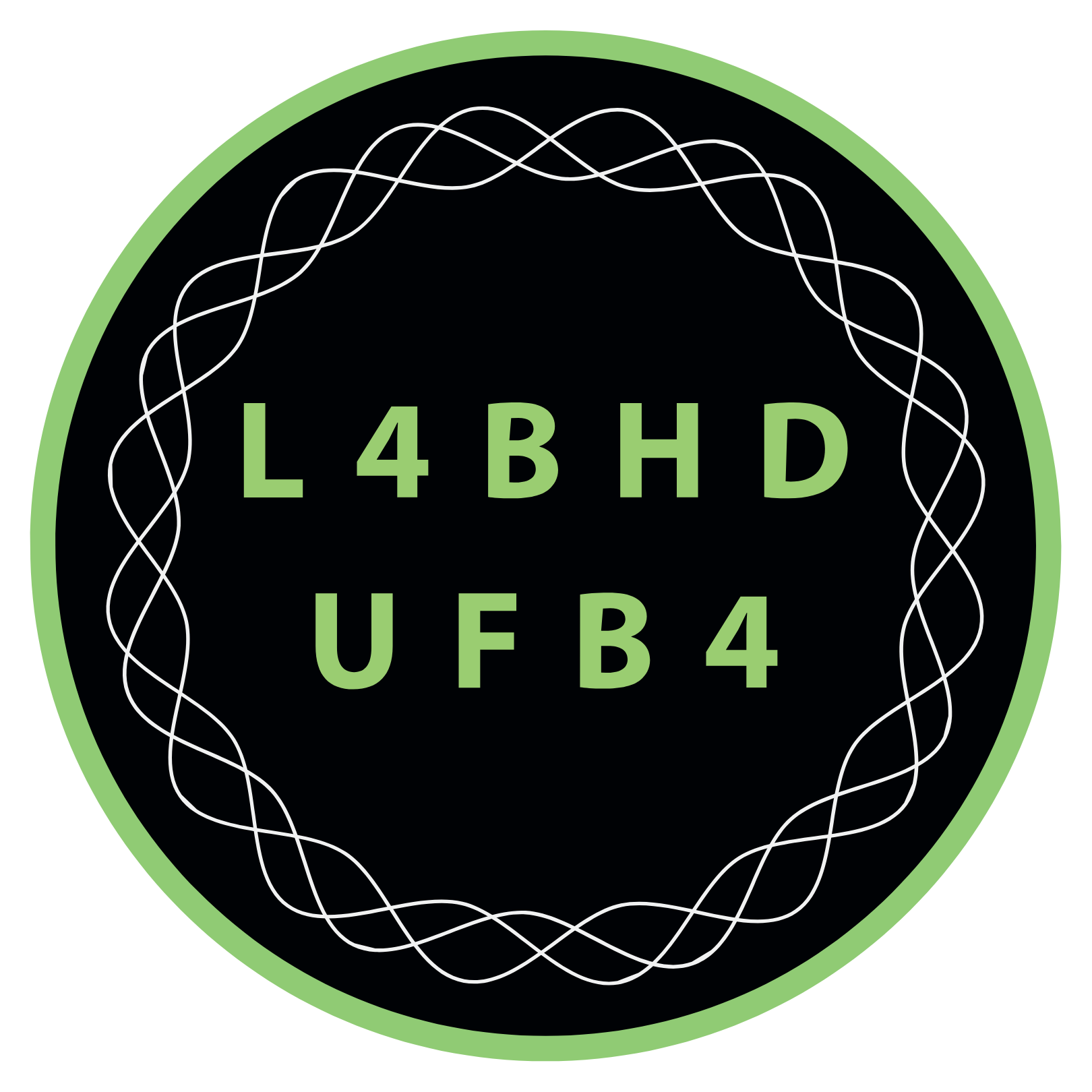
Logotipo do LABHDUFBA

O Laboratório de Humanidades Digitais da Universidade Federal da Bahia (LABHDUFBA) é um grupo de pesquisa fundado em 2018, vinculado ao Programa de Pós-Graduação em Ciências Sociais (PPGCS) da Universidade Federal da Bahia. O laboratório está registrado no Diretório de Grupos de Pesquisa do CNPq e mantém parcerias com universidades e instituições de pesquisa no Brasil e no exterior.
O LABHDUFBA tem como foco a interseção entre tecnologias digitais e as áreas de ensino, pesquisa e extensão no campo das humanidades e ciências sociais e é coordenado pelo professor Leonardo Fernandes Nascimento.
Suas principais atividades incluem:
- Disseminação de práticas digitais aplicadas à pesquisa, ensino e extensão acadêmica;
- Investigação dos impactos das tecnologias digitais sobre a sociedade e o conhecimento;[4]
- Desenvolvimento e manutenção de repositórios de dados digitais de acesso aberto para pesquisadores;[5][6]
- Promoção do diálogo interdisciplinar entre as humanidades e as ciências tecnológicas.[7]

O laboratório atua na produção e disseminação do conhecimento relacionado às humanidades digitais, promovendo iniciativas que combinam metodologias tradicionais com ferramentas computacionais para análise e visualização de dados.